# Verão
Chansons représentant le Portugal au Concours Eurovision de la chanson
O vento mudou
(1967) Desfolhada portuguesa
(1969)
Verão (« Été ») est une chanson interprétée par Carlos Mendes, sortie en 1968. C'est la chanson représentant le Portugal au Concours Eurovision de la chanson 1968.
Elle a également été enregistrée par Carlos Mendes en espagnol sous le titre Verano ainsi que dans une version française.

## À l'Eurovision

### Sélection
Le 4 mars 1968, Verão est sélectionnée lors du Festival da Canção 1968, pour représenter le Portugal au Concours Eurovision de la chanson 1968 le 6 avril à Londres (Angleterre), au Royaume-Uni.

### À Londres
La chanson est intégralement interprétée en portugais, langue officielle du Portugal, comme l'impose la règle de 1966 à 1972. L'orchestre est dirigé par Joaquim Luís Gomes (pt).
Verão est la première chanson interprétée lors de la soirée du concours, précédant Morgen  de Ronnie Tober pour les Pays-Bas.
À l'issue du vote, elle obtient 5 points, se classant 11e — à égalité avec Nous vivrons d'amour de Chris Baldo et Sophie Garel pour le Luxembourg — sur 17 chansons,.

## Liste des titres
| A1. | Verão                                    | José Alberto Diogo, Pedro Osório |  |
| A2. | Nobody Want You When You're Down And Out |                                  |  |
| B1. | I'll Get Over It                         |                                  |  |
| B2. | Mensagem                                 | José Alberto Diogo, Jorge Pinto  |  |

## Historique de sortie
| Pays     | Titre  | Date | Format              | Label      |
| -------- | ------ | ---- | ------------------- | ---------- |
| Espagne  | Verano | 1968 | 45 tours            | EMI        |
| France   | Verão  | 1968 | 45 tours            | Odeon      |
| Portugal | Verão  | 1968 | super 45 tours (EP) | Parlophone |